# La Fin du Ā
La Fin du Ā (Ā Three), prononcé et parfois écrit La Fin du non-A (Null-A Three) est un roman de science-fiction écrit par A. E. van Vogt et publié en 1984.
C'est le troisième et dernier tome du Cycle du Ā (après Le Monde des Ā et Les Joueurs du Ā).

## Résumé
Un homme, Gilbert Gosseyn, doté du pouvoir de se téléporter à volonté, se réveille dans une capsule spatiale. Ignorant pourquoi il s'y trouve, il doit affronter une race extraterrestre qui fait la guerre à une autre race humanoïde depuis des décennies, sinon des siècles. 
Tout en tentant de résoudre le conflit opposant les races, il fera la rencontre de différents personnages aux pouvoirs étranges.